# Fire OS
Fire OS（ファイアオーエス）はAmazon.comによって制作されたAndroidベースのモバイルオペレーティングシステム。Fire PhoneやKindle Fire、Fire TVやKindle電子書籍リーダーのタブレット版、Amazon Echoにも導入されている。Fire OSはAndroidのフォーク である。
Fire OSはコンテンツ消費に重きを置いており、カスタマイズされたユーザーインターフェースと、アマゾン独自のストアフロントやサービスから利用可能なコンテンツと強く結びついている。デフォルトブラウザは、Silkブラウザが搭載されている(表示デバイスを持つモデルのみ)。
Kindle Fireは、カスタマイズされたAndroidのディストリビューション2.3.3 (API level 10) (Kindle Fire)と4.0.3 (API level 15) (Fire HD)を常に使用していたが、アマゾンはこのディストリビューションを「Fire OS」と呼び、 Fire HD 第2世代とFire HDXモデルを含むKindle Fireタブレットモデルの第3世代から使い始めた。
オペレーティングシステムがAndroid「ベース」であった過去のKindle Fireモデルとは異なり、Fire HDXに搭載されている「Fire OS 3.0」OSはAndroidと「互換性」があるとされた。Fire OS 3.0はAndroid 4.2.2(API level 17)のフォークである。 Fire HD (第３世代) とFire HDX (第2世代) タブレットにはAndroid 4.4.2 (API level 19)のフォークであるFire OS 4が導入されている。Fire OS 4.5.1はAndroid 4.4.3に基づいている。Fire OS 5.0 は Android 5.1. (API level 22) に基づき Fire OS 6.0は、Android 7.1.2 (API Level 25)に基づいている。Fire OS 7は、Android 9 (API level 28)に基づき、Fire OS 8は、Android 11 (API level 30)に基づいている。

## 機能
Fire OSはAmazon Appstore、Amazon Video、Prime Music (旧Amazon MP3) &  AudibleとKindle Storeのような、アマゾンのサービスを通じて利用可能なコンテンツを目立つように売り込むように設計された、カスタマイズUIを使用している。
Fire OS 3.0 – 4.0まで、ホーム画面では最近アクセスしたコンテンツやアプリがメリーゴーランドのように表示されるカルーセルインターフェイスが用いられ、そのすぐ下に「お気に入り」として固定されたアプリが表示され、アプリやゲーム、音楽、オーディオブック、ビデオなどがそれぞれ区分けされていた。ユーザーは検索機能により、コンテンツライブラリーまたはアマゾンストアを検索できる。Androidと同様ステータスバー機能が存在し、画面上部からスライドするとクイック設定と通知が現れる。
Fire OSはGoodreads、Facebookとツイッターとの統合機能を提供している。X-rayも再生機能に統合され、ユーザーは現在視聴している内容に対する補足情報にアクセスすることができる。Fire HDXとFire Phoneは追加機能として、「Mayday」と呼ばれる一方向のビデオチャットを通じてサポートエージェントに接続できる機能を有しており、アマゾンは「大半のMaydayのコールは15秒以内に返答が返ってくる」と主張している 。
Fire OSには、保護者が特定の種類のコンテンツを使用するための時間制限を設定できるペアレンタルコントロールであるKindle FreeTime
 とユーザーシステムがある。

### インターフェース
Android 5.1.1「Lolipop」に基づいたFire OS 5以降、Fire OSは新たなインターフェースを採用した。ホーム画面は従来のスライダー型のインターフェースではなく、伝統的なアプリケーショングリッドとコンテンツタイプのページとなっている。またプライムビデオなどのアマゾンコンテンツを自動ダウンロードすることで、オフライン環境でも視聴でき、ストレージの空きが少なくなったら自動で削除する「On deck」機能を始め、速読ツールの「Word runnner」とスクリーンカラーフィルター機能が導入された。
ペアレンタルコントロールは、子どもに適したコンテンツを選別するFreeTimeモードを搭載した新しいWebブラウザと、子供による使用状況を監視するための「アクティビティセンター」で強化された 。

### 暗号化機能
2016年3月、Fire OS 5 はデバイスの暗号化へのサポートを打ち切った。アマゾンの広報担当者は、「暗号化は企業向けの機能で十分活用されなかった」と述べたが、FBIとAppleのロック解除の論争がきっかけでサポート打ち切りが公表され、批判を受けた。アマゾンは「将来のパッチでサポート機能を復活させる」と発表した
。
暗号化へのサポートは、Fire OS 5.3.1.0以降のアップデートで復活した。
Fire OS 8ではファイルの暗号化は現時点では使用できないとされている。

### Blue Shade
Blue Shadeは、Fire OS 5.0 Bellini以降追加された機能で、バックライトを自動で調整、最適化される。Blue Shadeのデフォルト設定にて読書をすると、通常設定より最大25％バッテリー駆動時間が延長される。

### 製造元
Kindle Fireタブレットは、クアンタ・コンピュータ（広達電脳）が製造している。
それは、多くのAndroid OEMメーカーが参加しているオープン・ハンドセット・アライアンス(OHA) に同社が参加していないためである。ちなみにOHA参加企業は、OSのフォークに基づいたAndroidデバイスの製造が契約上禁じられている。

## Googleサービスアプリの互換性
Fire OSデバイスは、Amazonのソフトウェアとコンテンツのエコシステムに独占的に関連付けられている関係上、Google独自のアプリやGoogle マップ、Google Cloud MessagingのようなAPIのプリインストールは行なわれていない。
Fire OSはGoogleの代替プラットフォームを独占的に提供しており、例えばアプリストア機能はGoogle Play StoreではなくAmazonアプリストア、グーグルマップの代わりにグーグルマップのAPI1.0のクローンを使ったHere Maps、音声アシスタントはGoogle アシスタントではなくAmazon Alexaを搭載している。
Fire OSはGoogle公式OSであるAndroidのフォークではあるが、意図的にAndroidとの互換性が無いように設計されているため、Fire OSデバイスにおいてはGoogle独自のソフトウェアやAndroidの商標を使っていない。
サードパーティーのアプリはAndroidデバイスのようにAPK Fileを通じてインストールできるが、もしそのアプリがGoogleのサービスに依存していた場合、APK Fileを利用してインストールしても「問題が発生したため、アプリを終了します。」とメッセージが出る場合があり、完全な互換性は保証されていない。

## Fire OSバージョンのリスト
年代順にソートしてあり、Androidのコードベースの基本的なバージョンに基づいてカテゴライズされている。

### Fire OS 1 (バージョン 6.3)
- Android 2.3 Gingerbread ベースのバージョン。Kindle Fire (第1世代)に搭載されている。ブックスタンドデザインのインターフェイスになっている。

| バージョン | 内容                             |
| ---------- | -------------------------------- |
| 6.3.1      |                                  |
| 6.3.2      | アマゾンクラウドとの同期         |
| 6.3.4      | Kindle Fire (2011)における最新版 |

### Fire OS 2.0 (バージョン7,8,10)[22]
- Android 4.0 Ice Cream Sandwichがベースになっている。Kindle fire シリーズ(第2世代) のみに配信されたバージョン。最近使った項目がスライダーと呼ばれる場所に表示される。 Amazonからダウンロードしたコンテンツは、スライダー下にAmazonのおすすめが表示される。パソコンから入れたメディアは、最近追加された項目が表示されるか、何も表示されない場合がある。アップデートにより"バッテリー残量を表示"設定が追加された。

| バージョン | 内容                                     |
| ---------- | ---------------------------------------- |
| 7.5.1      | Kindle Fire HD" (2012)における最新版     |
| 8.5.1      | Kindle Fire HD 8.9" (2012)における最新版 |
| 10.5.1     | Kindle Fire (2012)における最新版         |

### Fire OS 3.0 Mojito
- Android 4.1 Jelly Bean ベースのバージョンでAndroidとの互換性が大幅に向上している。 スライダー下にはインストール済みアプリの一覧が表示されるようになった。第3世代のKindle fire シリーズが工場出荷時に搭載されている。第2世代のKindle fireシリーズはアップデートから外れた。

| バージョン | 内容                                                 |
| ---------- | ---------------------------------------------------- |
| 3.2.8      | Fire HDX (2013)向けのロールバックポイント            |
| 3.5.0      | Fire Phoneのサポート機能を導入; Android 4.2.2 ベース |
| 3.5.1      | Fire Phone向けのバージョン                           |

### Fire OS 4.0 Sangria
- Android 4.4 KitKat ベースのバージョン。Fire OS 3.0とは、外観での違いは、ほとんど無い。Fire HDX のみMayday機能が利用出来る。 Fire シリーズ (第3世代)がアップデートできる。

| バージョン | 内容                                                                             |
| ---------- | -------------------------------------------------------------------------------- |
| 4.1.1      | Fire HDX (2013)向け                                                              |
| 4.5.5.1    | Fire Phoneのサポート機能を導入; Android 4.2.2 ベース                             |
| 4.5.5.2    | 2013年に発売されたタブレットにおける最新版                                       |
| 4.5.5.3    | 主に不具合修正とパフォーマンスの向上。2013年に発売されたタブレットにおける最新版 |
| 4.6.6.0    | Fire Phone向けにリリース                                                         |
| 4.6.6.1    | Fire Phoneの最新バージョン                                                       |

### Fire OS 5.0 Bellini
- Android 5.1.1 Lollipop ベースのバージョン。インターフェイスが大幅に変更され、Android 5.0 が白を基調としたデザインに対し、Fire OS 5.0では黒を基調としている。ホーム画面の壁紙が設定出来るようになった。 ホーム画面下部のボタンは Androidと同じ ◁(戻る)、○(ホーム)、□(最近使ったアプリ一覧) になっている。

ホーム画面のスライダーは廃止され、アプリ及びコンテンツの一覧がホーム画面に表示されるようになった。 バッテリー関連の機能が強化されている。fire シリーズ(第3世代) 、Fire Phone がアップデートの対象外になった。
| バージョン          | 内容 |
| ------------------- | --- |
| 5.0                 | |
| 5.0.5.1             | |
| 5.1.1               | |
| 5.1.2               | |
| 5.1.2.1             | |
| 5.1.4               | |
| 5.2.1.0             | |
| 5.2.1.1             | |
| 5.2.1.2             | |
| 5.2.4.0             | |
| 5.2.6.0             | |
| 5.2.6.1             | |
| 5.2.6.2             | |
| 5.2.6.6             | 最新版のソフトウェアには、端末のパフォーマンスを向上させる一般的な改善点、およびバグの修正が含まれている。 |
| 5.3.1.0             | 暗号化: Fireタブレット上で、ユーザーのアカウント情報、設定、アプリ、メディア、およびその他のファイルを暗号化出来る。 Blue Shadeの自動アクティブ化: 夕方に徐々にBlue Shadeをオンにし、明け方に徐々にオフにするには、Blue Shade設定で自動アクティブ化をオンにする。 On Deck機能: 第5世代タブレットに加え、第4世代のタブレットでもOn Deck機能を利用可能になった。On Deckとは、おすすめのPrime Videoをお手持ちのFireタブレットに自動的にダウンロードする機能。ダウンロードされたおすすめのビデオはオフライン（インターネット接続なし）で視聴可能。 |
| 5.3.1.1             | Fireタブレットのパフォーマンスを向上させる一般的な改善点が含まれている。 |
| 5.3.2.0             | Fireタブレットのパフォーマンスを向上させる一般的な改善点が含まれている。 |
| 5.3.2.1             | Fireタブレットのパフォーマンスを向上させる一般的な改善点が含まれています。 |
| 5.3.3.0             | 低電力モード: 画面の設定を最適化し、電力の消費を抑える機能。充電中は自動的にオフになる。 |
| 5.3.4.0             | Fireタブレットのパフォーマンスを向上させる一般的な改善点が含まれている。 |
| 5.3.6.4 (626532920) | おやすみモード有効時にメディアの音量を操作すると、システムと通知の音量も同時に変わる不具合を修正。 おやすみモードが有効時に、システムと通知の音量操作が無効（グレーアウトする）になるように仕様変更が行われている。 |
| 5.3.6.4 (626533320) | |
| 5.4.0.0             | Fireタブレットのパフォーマンスを向上させる一般的な改善点が含まれている。 |
| 5.4.0.1             | Fireタブレットのパフォーマンスを向上させる一般的な改善点が含まれている。 |
| 5.5.0.0             | Fireタブレットのパフォーマンスを向上させる一般的な改善点が含まれている。 |
| 5.6.0.0             | Fireタブレットのパフォーマンスを向上させる一般的な改善点が含まれている。 |
| 5.6.0.1             | Fireタブレットのパフォーマンスを向上させる一般的な改善点が含まれている。 |
| 5.6.1.0             | Fireタブレットのパフォーマンスを向上させる一般的な改善点が含まれている。 |
| 5.6.2.0             | Show Modeを追加 (Fire HD 8 第7世代, Fire HD 10 第7世代のみ) Fireタブレットのパフォーマンスを向上させる一般的な改善点が含まれている。 |
| 5.6.3.0             | |
| 5.6.4.0             | 脆弱性の修正が行われた。 |
| 5.6.5.0             | |
| 5.6.6.0             | |
| 5.6.7.0             | |
| 5.6.8.0             | |
| 5.6.9.0             | 一部の機種にのみ配信。 |
| 5.7.0.0             | |

### Fire OS 6
- Android 7.1.2 Nougat ベースのバージョン。Fire OS 5.0からFire OS 6へアップデートされた機種は存在しない。現在はEcho Show 5向けとFire TV向けのみサポート中。

| バージョン | 内容 |
| ---------- | --- |
| 6.0.0.0    | |
| 6.2.1.0    | |
| 6.2.1.1    | |
| 6.2.1.2    | |
| 6.2.5.3    | 最新版のソフトウェアには、端末のパフォーマンスを向上させる一般的な改善点、およびバグの修正が含まれている。 |
| 6.3.0.1    | MicroSDカードを、リムーバブルストレージではなく内部ストレージとして指定出来るようになった。                |
| 6.3.1.5    | |

### Fire OS 7
Android 9 Pie ベースのバージョン。ピクチャー・イン・ピクチャー(PIP)機能などの採用が行われた。Fire OS 6搭載のタブレットは全てFire OS 7にアップデートされた。
| バージョン | 内容 |
| ---------- | --- |
| 7.3.1.0    | |
| 7.3.1.1    | 脆弱性の修正や機能修正が含まれている。 |
| 7.3.1.9    | 一部のデバイスで5Ghzwi-fiに対応し、画面分割にも対応した。 |
| 7.3.2.0    | |
| 7.3.2.1    | |
| 7.3.2.2    | 機能修正や改善が行われた。 |
| 7.3.2.3    | |
| 7.3.2.4    | 7.3.2.7 ビルドの日付が1月20日から2月12日へ変わったが、工事集荷時までのリセット後は1月20日に戻り更新されない。カスタマーの検証端末でも再現しており、2月12日のはバグが見付かり取り消された可能性がある。 ※詳しい方に加筆及び詳しい情報を求む。 |
| 7.3.2.9    | |
| 7.3.3.1    | |

### Fire OS 8
Android 11 ベースのバージョン。ダークテーマへの対応などが行われた。Fire 7(第12世代)にプリインストールされている。
| バージョン | 内容                                         |
| ---------- | -------------------------------------------- |
| 8.3.1.0    |                                              |
| 8.3.1.1    | Android 11ベースへのUIの更新が行われている。 |
| 8.3.1.2    |                                              |

## Fire OS搭載デバイスのリスト

### タブレット
ここでは、Fire OS 搭載のモデルについて紹介する。OSバージョンは現時点(2022年5月現在)最新の状況を示している。

#### 2011年発売–(第1世代)
- Kindle Fire (第1世代) - Fire OS 1

#### 2012年発売–(第2世代)
- Kindle Fire (第2世代) - Fire OS 2
- Kindle Fire HD (第2世代) - Fire OS 2
- Kindle Fire HD 8.9 (第2世代) - Fire OS 2

#### 2013年発売–(第3世代)
- Kindle Fire HD (第3世代) - Fire OS 4
- Kindle Fire HDX (第3世代) - Fire OS 4
- Kindle Fire HDX 8.9 (第3世代) - Fire OS 4

#### 2014年発売–(第4世代)
- Fire HD 7 (第4世代) - Fire OS 5
- Fire HD 6 (第4世代) - Fire OS 5
- Fire HDX 8.9 (第4世代) - Fire OS 5

#### 2015年発売–(第5世代)
- Fire HD 8 (第5世代) - Fire OS 5
- Fire (第5世代) - Fire OS 5
- Fire HD 10 (第5世代) - Fire OS 5

#### 2016年発売–(第6世代)
- Fire HD 8 (第6世代) - Fire OS 5

#### 2017年発売–(第7世代)
- Fire HD 8 (第7世代) - Fire OS 5
- Fire 7 (第7世代) - Fire OS 5
- Fire HD 10 (第7世代) - Fire OS 5

#### 2018年発売–(第8世代)
Fire HD 8 (第8世代) -Fire OS 7

#### 2019年発売 - (第9世代)
Fire HD 10 (第9世代) - Fire OS 7
Fire 7 (第9世代) - Fire OS 7

#### 2020年発売 - (第10世代)
Fire HD 8 (第10世代) - Fire OS 7
Fire HD 8 PLUS (第10世代) - Fire OS 7

#### 2021年発売 - (第11世代)
Fire HD 10 (第11世代) - Fire OS 7
Fire HD 10 PLUS (第11世代) - Fire OS 7

#### 2022年発売 - (第12世代)
Fire 7 (第12世代) - Fire OS 8
Fire HD 8 (第12世代) - Fire OS 8
Fire HD 8 PLUS (第12世代) - Fire OS 8

#### 2023年発売 - (第13世代)
Fire HD 10 (第13世代) - Fire OS 8
Fire Max 11 (第13世代) - Fire OS 8

### テレビ向けデバイスARM,MIPS,x86,x64

#### 2014年発売–(第1世代)
- Fire TV
- Fire TV Stick (第 1 世代) (2014)

#### 2015,6年発売–(第2世代)
- Fire TV (第 2 世代)
- Fire TV Stick (第 2 世代)

#### 2017年発売–(第3世代)
- Fire TV (第 3 世代)

### スマートフォン
- Fire Phone (第1世代)

### スマートスピーカー
- Amazon Echo Show

### スマートテレビ
2022年発売
- FUNAI Fire TV[23][24]

2024年発売
- パナソニック VIERA Z95A, Z93A[25]

## 旧デバイスのサポート状況
以下のデバイスには、アップデートは2017年11月時点で提供されてないため事実上最終バージョンとなっている。 ( デバイス名 – 最終バージョン)

### タブレット

#### 2011年発売–(第1世代)
- Kindle Fire (第1世代) – 6.3.4

#### 2012年発売–(第2世代)
- Kindle Fire (第2世代) – 10.5.1
- Kindle Fire HD (第2世代) – 7.5.1
- Kindle Fire HD 8.9 (第2世代) – 8.5.1

#### 2013年発売–(第3世代)
- Kindle Fire HD (第3世代) – 4.5.5.3
- Kindle Fire HDX (第3世代) – 4.5.5.3
- Kindle Fire HDX 8.9 (第3世代)  – 4.5.5.3

### スマートフォン
- Fire Phone (第1世代) – 4.6.6.1

## Google Playの利用
Fire OSはAndroidのフォークであるため、Play StoreのApkファイルを用いてFire OS搭載デバイスにインストールすることが可能である。しかしGoogleからの認証を受けていないデバイスのGoogleサービス及びアプリの利用ができなくなることが確認されており、Fire OS搭載端末はPlay Store等のGoogleサービスへのアクセスをブロックされる恐れがある。